# Touchstone Pictures
Touchstone Pictures är ett amerikanskt filmbolag som är ett av fyra filmbolag inom The Walt Disney Company. Touchstone Pictures skapades 1984 av Disneys dåvarande VD Ron W. Miller i syfte få en produktionskanal för den del av Disneykoncernens filmer som inte var barn- och familjefilm. 1990 bildade Disney sitt tredje filmbolag, Hollywood Pictures, då produktionstrycket på Touchstone blivit alltför stort.